# Ceropegia andamanica
Ceropegia andamanica là một loài thực vật có hoa trong họ La bố ma. Loài này được Sreek., Veenakumari & Prashanth mô tả khoa học đầu tiên năm 1998.